# Ilkka Tuomisto
Ilkka Tuomisto (født 19. januar 1984) er en finsk paralympisk langrendsskiløber og skiskytte. Han har repræsenteret Finland ved vinter-PL i 2010 og 2014.